# 罗卡迪梅佐
罗卡迪梅佐（義大利語：Rocca di Mezzo），是意大利阿奎拉省的一个市镇。总面积86.95平方公里，人口1571人，人口密度18.1人/平方公里（2009年）。ISTAT代码为066082。